# Richard O’Connor (piłkarz)
Richard O’Connor (ur. 30 sierpnia 1978 w Wandsworth przedmieście Londynu) – anguilski piłkarz, grający na pozycji napastnika, reprezentant Anguilli.

## Kariera piłkarska
Wychowanek klubu Wimbledon. W 1999 rozpoczął karierę piłkarską w Kingstonian. Potem występował w angielskich klubach Leatherhead, Hampton & Richmond Borough, Maidenhead United, Hornchurch i Carshalton Athletic. W 2006 zakończył karierę będąc piłkarzem Leatherhead.

## Kariera reprezentacyjna
W latach 2000–2006 bronił barw reprezentacji Anguilli.

## Sukcesy i odznaczenia
Na stan 2006 roku z 5 bramkami był najlepszym strzelcem reprezentacji Anguilli.